# وان (حمام)

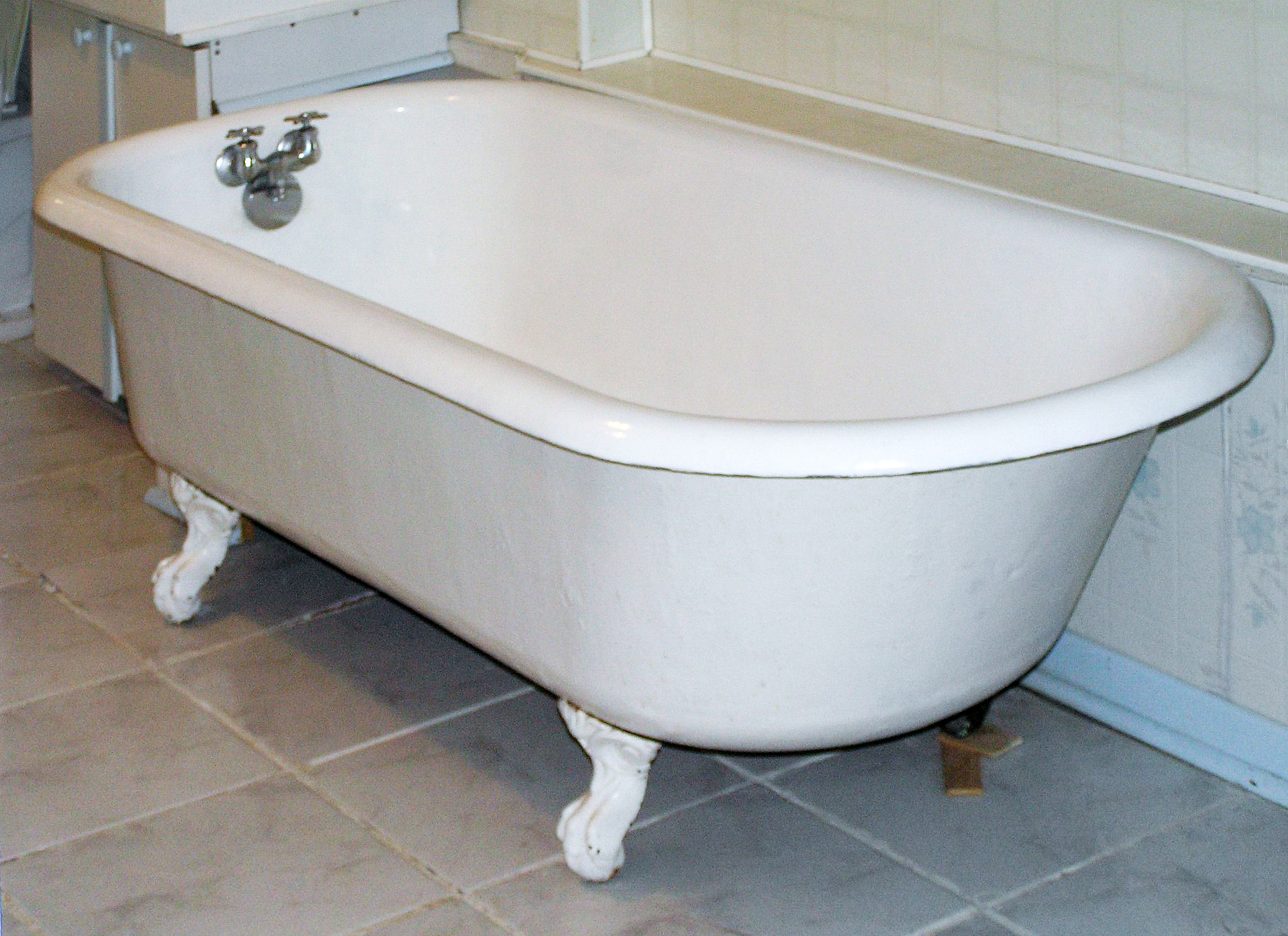
وان حمام

وان به ظرف بزرگی گفته می‌شود که انسان‌ها در آن خود را می‌شویند .

## تاریخچه
در زمان‌های قدیم، مردم به دو دلیل به حمام می‌رفتند: پاکیزه‌شدن و آمادگی برای مراسم مذهبی. رومیان و یونانیان نیز برای آرامش‌یافتن به حمام می‌رفتند. در میان مصریان نیز استفاده از حمام برای تشریفات مذهبی بود. قدیمی‌ترین حمام‌ها، در کاخ شهر نوسس، واقع در جزیرهٔ کرت، با قدمت ۴۰۰۰ سال، ساخته شد. حمام‌های این کاخ دارای پاشویه و وان بودند. در منزل ملکه، یک وان متعلق به سال ۱۴۰۰ تا ۱۷۰۰ پیش از میلاد یافت شد. ازآنجاکه وان برای استفادهٔ انسان طراحی شده‌است، شکل آن تقریباً در طول تاریخ ثابت مانده‌است. در روزگاران گذشته، یونانیان در وان حمام می‌کردند. وان‌ها معمولاً از سنگ‌های صیقلی‌شده، مرمر (کلسیم کربنات تقریباً خالص) و یا چوب ساخته می‌شدند. هومر، شاعر بزرگ یونان، وان نقره‌ای زیبایی را که از مصر به یونان آورده شده‌بود، توصیف می‌کند.
از زمان ملکه ویکتوریا، حمام توسعه یافت و بخشی از ضروریات زندگی شد. وان‌های ساخته‌شده از چوب، مس و آهن اغلب درپوشی داشت که باعث می‌شد تا انسان از وان بتواند به‌عنوان نیمکت هم استفاده کند.